# Przedsiębiorstwo Budowlano-Montażowe „Organika”
Zasugerowano, aby zintegrować ten artykuł z artykułem Przedsiębiorstwo Robót Montażowych „Chemomontaż”. Nie opisano powodu propozycji integracji.
Przedsiębiorstwo Budowlano-Montażowe „Organika” – zlikwidowane przedsiębiorstwo państwowe z siedzibą w Pionkach.

## Działalność przedsiębiorstwa
Przedsiębiorstwo Budowlano-Montażowe „Organika” powstało w 1971 na bazie Przedsiębiorstwa Montażowego „Montoerg” w Pionkach.
Zwierzchni nadzór nad przedsiębiorstwem sprawowało Zjednoczenie Przemysłu Organicznego „Organika” Warszawa ul. Żurawia 6/12.
Przedsiębiorstwo korzystało z bocznicy kolejowej Pronitu na stacji kolejowej Pionki.
W 1973 Przedsiębiorstwo Budowlano-Montażowe „Organika” zostało przekształcone w Przedsiębiorstwo Robót Montażowych „Chemomontaż” w Pionkach.

## Przedmiot produkcji
- aparatura i urządzenia chemiczne[1]:
  - zbiorniki
  - mieszalniki
  - wymienniki ciepła
  - przenośniki taśmowe
  - mierniki
  - kolumny chłodnicze.

## Przedmiot montażu
- maszyny
- aparatura
- urządzenia
- rurociągi
- pomocnicze konstrukcje stalowe.

Źródło:

## Wykonywane roboty
- spawalnicze
- ceramiczne
- chemoodporne gumowanie aparatury.

Źródło:

## Naczelny dyrektor
- inż. Mieczysław Kaczmarski[1].